# Baldwin (Florida)
Baldwin es un pueblo ubicado en el condado de Duval en el estado estadounidense de Florida. En el Censo de 2010 tenía una población de 1.425 habitantes y una densidad poblacional de 270,63 personas por km².

## Geografía
Baldwin se encuentra ubicado en las coordenadas 30°18′18″N 81°58′26″O / 30.30500, -81.97389. Según la Oficina del Censo de los Estados Unidos, Baldwin tiene una superficie total de 5.27 km², de la cual 5.26 km² corresponden a tierra firme y (0.15%) 0.01 km² es agua.

## Demografía
Según el censo de 2010, había 1.425 personas residiendo en Baldwin. La densidad de población era de 270,63 hab./km². De los 1.425 habitantes, Baldwin estaba compuesto por el 73.68% blancos, el 21.89% eran afroamericanos, el 0.21% eran amerindios, el 0.28% eran asiáticos, el 0% eran isleños del Pacífico, el 0.42% eran de otras razas y el 3.51% pertenecían a dos o más razas. Del total de la población el 2.25% eran hispanos o latinos de cualquier raza.